# ماته کوسیدو
ماته کوسیدو (پرتغالی: chá mate) (تلفظ اسپانیایی: [ˈmate koˈsiðo]). یک نوع نوشیدنی است که عمدتاً در جنوب برزیل، آرژانتین، پاراگوئه و اروگوئه مصرف می‌شود. به‌طور سنتی با جوشاندن ماته در آب و سپس با فشردن عصاره‌گیری شده و در فنجان سرو می‌شود. مزه این نوشیدنی مانند ماته تلخ است اما تلخی آن خفیف تر است. خواص محرک و خواص تغذیه ای آن مشابه ماته است. در بسته‌های مشابه چای کیسه ای موجود است که می‌توان آن را مانند چای آماده نمود.

## تاریخچه

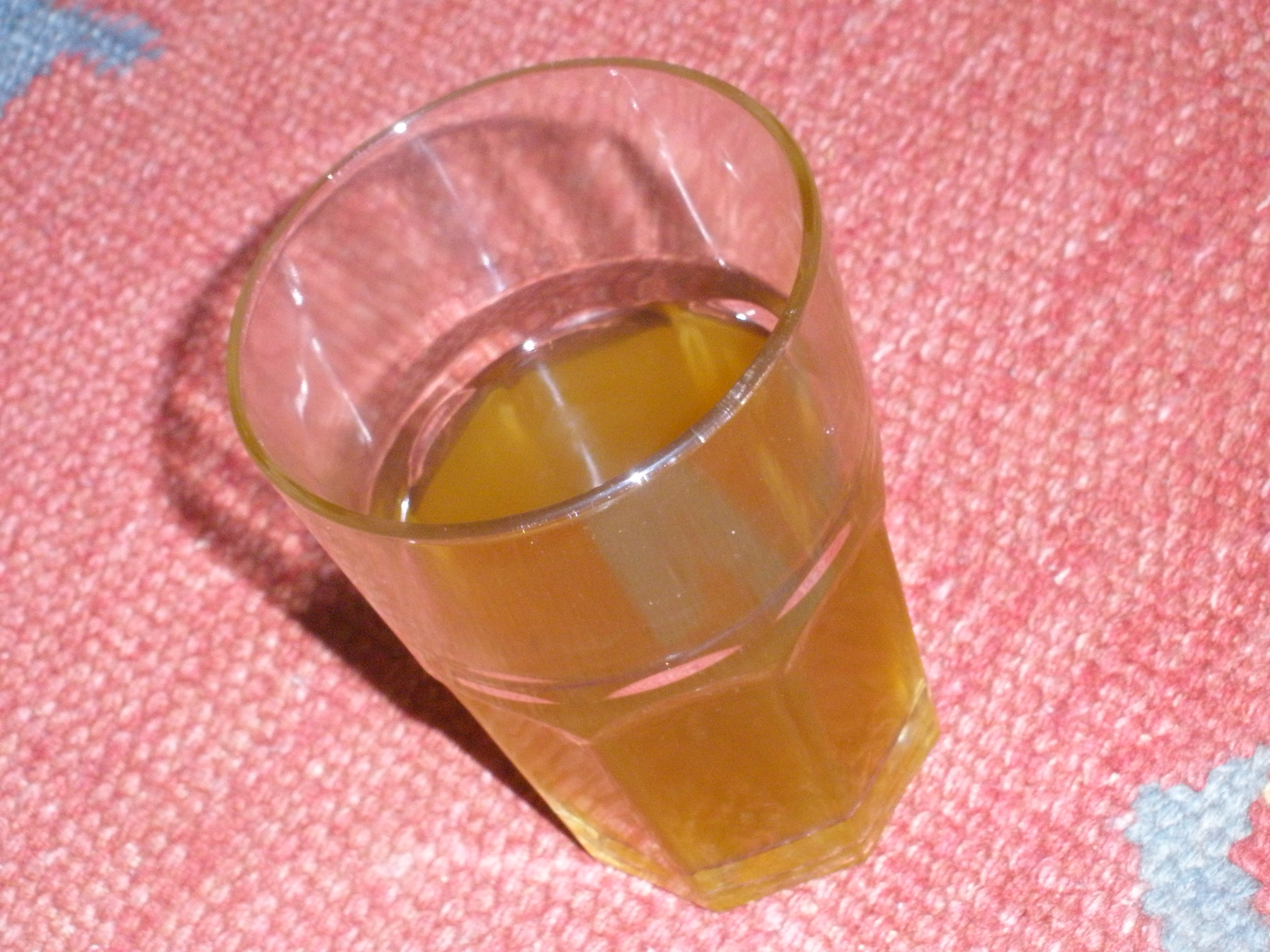
ماته کوسیدو سرد، مشابه چای سرد

یسوعیان در سرزمین کنونی از جنوب برزیل و پاراگوئه و استان‌های آرژانتین از استان و کورینتس در دهه اول از قرن 17th، تکنیک کشت یربا ماته (yerba mate) را بهبود بخشیدند و صادرات آن را آغاز کردند. اسپانیا برای رقابت با چای که در انگلستان به فروش می‌رسید یک یربا ماته (yerba mate) خرد شده را برای فروش قرار داد که با آن چایی که در اروپا محبوب داشته و به عنوان "چای " یسوعیان" شناخته می‌شد را تهیه کنند. «چای یسوعیان» که در قرن ۱۷ متداول بود امروز به ماته کوسیدو تبدیل شده‌است. این چای یک عصاره بسیار محبوب است که به دلیل قیمت پایین یربا ماته در مقایسه با قیمت چای یا قهوه از اوایل قرن 20th به نوشیدنی متداولی در مدارس، بیمارستان‌ها و زندان‌ها تبدیل شده‌است.

## جزئیات
محتویات ماته کوسیدو که در بسته‌های چای-کیسه قرار داده می‌شود تقریباً مشابه یربا ماته معمولی است با این تفاوت که با دقت گرد و غبار و شاخه‌های اضافه از آن حذف شده و مرتب‌سازی و پردازش تنها بر روی برگ‌ها انجام شده‌است. این محصول پردازش شده ماته کوسیدو در فرم قابل حل تولید شده‌است.

## انواع
- سنتی: ساخته شده از یربا ماته که گاهی اوقات با شیر و به صورت شیرین شده مصرف می‌شود.[۴]
- طعم دار: ماته کوسیدویی است که به آن عطر و طعم اضافی اعمال شده‌است. برخی از طعم‌های آن لیمو-هلو-وانیل پرتقال و نارنگی است.[۳][۴]
- ماته کوسیدو خنک: همچنین به نام «ماته کوسیدو سرد» نیز شناخته می‌شود؛ که از نوشیدنی‌های بسیار با طراوت است و به صورت سنتی یا طعم دار آماده شده و به صورت سرد سرو می‌شود که معمولاً با اضافه کردن یخ و آب لیمو انجام می‌شود.[۴]